# 宝华街道 (济南市)
宝华街道，是中华人民共和国山東省济南市天桥区下辖的一个乡镇级行政单位。

## 行政区划
宝华街道下辖以下地区：
官西社区、宝华社区和万盛社区。

## 人口
2010年中国第六次人口普查时，宝华街街道共有人口6580人。共有家庭2471户，平均每户2.60人。14岁以下的少年儿童共733人，占总人口11.13%；15-64岁人口共5103人，占总人口77.55%；65岁及以上的老年人共744人，占总人口的11.30%。男性共计3259人，占总人口49.52%；女性共计3321，占总人口50.47%。本地居住的人口中，拥有本地户籍的人口为3939人，占59.86%。